# 轉學後班上的清純可愛美少女，竟是小時候玩在一起的哥兒們
《轉學後班上的清純可愛美少女，竟是小時候玩在一起的哥兒們》（簡稱）是日本作家雲雀湯所著的輕小說系列，2020年6月起於成為小說家吧上連載。2021年2月起經角川Sneaker文庫發行實體書，擔綱插圖，出版至今共8卷。2023年9月24日，宣佈正在進行動畫化企劃。

## 劇情概要
霧島隼人和二階堂春希是一對好朋友。七年前，住在鄉下月野瀨的他們經常穿梭在山林間玩耍。突然地，隼人得知春希即將搬離月野瀨，兩人約定彼此永遠都是好朋友。七年過去，隼人在高一臨時轉學到都市的高中，驚訝地發現春希變成了清純可愛的美少女。

## 角色列表
霧島隼人（聲：逢坂良太）
高中一年級生。搬家前住在名為月野瀨的鄉下地方，和春希是兒時玩伴，當時誤以為春希為男性。6月中因為母親住院而搬到城市，在學校與鄰座的春希重逢。由于母親住院，父親時常不在家，家中只有隼人和妹妹姬子兩人。在家中負責掌廚，常被妹妹調侃拿手菜都是下酒菜和配飯菜。
二階堂春希（聲：逢田梨香子）
高中一年級生。搬家前住在月野瀨，和隼人和姬子是兒時玩伴，稱姬子為「小姫」。七年前搬離月野瀨，在隼人搬到城市後重逢。時常捉弄隼人，但反被隼人照顧時會認為自己被捉弄了。
霧島姬子
中學三年級生，隼人的妹妹。雖然在學校會努力不讓自己看起來像鄉巴佬，但時常露餡。與春希是兒時玩伴，稱對方為「小春」。
森伊織
霧島隼人和二階堂春希的同班同學。
三岳未萌
高中一年級生，園藝社社員。拥有巨乳。由于爷爷住院，家中只有未萌一人住着。
鳥飼穗乃香
霧島姬子的同學。
村尾沙紀
搬家前住在月野瀨，姬子的同學。和姬子是兒時玩伴，非常害羞。几乎喜欢隼人。
田倉真央
春希的生母，演員。曾背着丈夫出軌與當時著名的男演員櫻島清辰發生關係並誕下春希。
海童一輝
霧島隼人和二階堂春希的同班同學。
櫻島清辰
春希的生父，前著名演員。田倉真央出軌的對象。
櫻島清司
春希的同父異母的哥哥。

## 迴響
本作獲得《下一部人氣輕小說大賞2021》文庫部門第9位、《這本輕小說真厲害！2022》文庫類別第36位。
截至2022年4月10日，小說第1卷再版至第6版，第2卷再版至第4版，第3卷再版至第3版。

## 出版書籍

### 輕小說
| 卷數 | KADOKAWA       | KADOKAWA               | 台灣角川       | 台灣角川                                            |
| 卷數 | 發售日期       | ISBN                   | 發售日期       | ISBN / EAN                                          |
| ---- | -------------- | ---------------------- | -------------- | --------------------------------------------------- |
| 1    | 2021年2月27日  | ISBN 978-4-04-111045-4 | 2021年11月24日 | ISBN 978-986-524952-6                               |
| 2    | 2021年7月1日   | ISBN 978-4-04-111046-1 | 2022年4月20日  | ISBN 978-626-321353-1                               |
| 3    | 2021年10月29日 | ISBN 978-4-04-111957-0 | 2022年8月10日  | ISBN 978-626-321679-2                               |
| 4    | 2022年4月1日   | ISBN 978-4-04-111958-7 | 2022年12月21日 | EAN 471-128961183-7（特裝版） ISBN 978-626-352085-1 |
| 5    | 2022年7月29日  | ISBN 978-4-04-112785-8 | 2023年5月24日  | EAN 471-128961428-9（特裝版） ISBN 978-626-352532-0 |
| 6    | 2022年12月28日 | ISBN 978-4-04-112786-5 | 2023年8月16日  | ISBN 978-626-352813-0                               |
| 7    | 2023年12月1日  | ISBN 978-4-04-113650-8 | 2024年6月20日  | EAN 471-128961911-6（特裝版） ISBN 978-626-400077-2 |
| 8    | 2024年8月30日  | ISBN 978-4-04-114976-8 | 2025年5月7日   | ISBN 978-626-415668-4                               |

### 漫畫
| 卷數 | KADOKAWA      | KADOKAWA               | 台灣角川       | 台灣角川              |
| 卷數 | 發售日期      | ISBN                   | 發售日期       | ISBN                  |
| ---- | ------------- | ---------------------- | -------------- | --------------------- |
| 1    | 2022年4月8日  | ISBN 978-4-04-074501-5 | 2024年6月20日  | ISBN 978-626-400125-0 |
| 2    | 2022年10月7日 | ISBN 978-4-04-074715-6 | 2024年6月20日  | ISBN 978-626-400126-7 |
| 3    | 2023年4月7日  | ISBN 978-4-04-074936-5 | 2024年11月14日 | ISBN 978-626-400813-6 |
| 4    | 2023年11月9日 | ISBN 978-4-04-075195-5 |                |                       |
| 5    | 2024年7月9日  | ISBN 978-4-04-075521-2 |                |                       |
| 6    | 2025年1月9日  | ISBN 978-4-04-075744-5 |                |                       |
| 7    | 2025年7月9日  | ISBN 978-4-04-076010-0 |                |                       |

## 電視動畫
2023年9月24日，宣佈正在進行動畫化企劃。

## 外部連結
- 成為小說家吧官方網站（日語）
- 角川Sneaker文庫特設網站（日語）
- 漫畫連載網站（日語）
- 小說的X（前Twitter）（日語）